# Newport (Maine)
Newport es un pueblo ubicado en el condado de Penobscot en el estado estadounidense de Maine. En el Censo de 2010 tenía una población de 3.275 habitantes y una densidad poblacional de 34,2 personas por km².

## Geografía
Newport se encuentra ubicado en las coordenadas 44°52′11″N 69°13′30″O / 44.86972, -69.22500. Según la Oficina del Censo de los Estados Unidos, Newport tiene una superficie total de 95.76 km², de la cual 76.41 km² corresponden a tierra firme y (20.21%) 19.35 km² es agua.

## Demografía
Según el censo de 2010, había 3.275 personas residiendo en Newport. La densidad de población era de 34,2 hab./km². De los 3.275 habitantes, Newport estaba compuesto por el 96.4% blancos, el 0.4% eran afroamericanos, el 0.21% eran amerindios, el 0.55% eran asiáticos, el 0% eran isleños del Pacífico, el 0.24% eran de otras razas y el 2.2% pertenecían a dos o más razas. Del total de la población el 1.37% eran hispanos o latinos de cualquier raza.